# Roc Punxut
El Roc Punxut, o Roca Punxuda, és una muntanya de 1.389,7 metres d'altitud del terme comunal de Conat, de la comarca del Conflent, a la Catalunya del Nord.
És a la zona sud-oest del terme de Conat, dins de la Reserva Natural de Conat. És al nord-est del Roc del Crest, al nord del Crest.
Com altres rocs de la zona, és un aflorament de roca calcària que contrasta amb la resta de l'obaga on està situada.